# Centraal Medisch Fichensysteem
Het Centraal Medisch Fichensysteem (CMF) staat voor "centrale gegevensbank van Belgische medici". Het was tot 2023 tevens de naam van de vereniging die deze gegevensbank onderhield en ter beschikking van leden of (tegen betaling) derden stelde.
De circa vijftig leden waren "...fabrikanten, invoerders of concessiehouders van farmaceutische producten, en in het algemeen alle natuurlijke of rechtspersonen van wie de activiteit in het medisch-farmaceutisch domein valt en die in het kader van het maatschappelijk doel aan het CMF of aan zijn leden diensten verleend hebben of dit zouden kunnen doen..." (een citaat uit de statuten).
Het CMF had als doel de studie, de vorming en de ontwikkeling van 'fichensystemen' (gegevensbanken) in het medisch-farmaceutische domein in België en het Groothertogdom Luxemburg.
Een voorbeeld hiervan is de gegevensbank van Belgische artsen. Deze wordt samengesteld op basis van informatie van het Belgische Rijksinstituut voor Ziekte- en Invaliditeitsverzekering (RIZIV), dat beschikt over het inschrijvingsnummer van de arts (waaruit tevens blijkt welk specialisme deze beoefent), en diens thuis- en praktijkadres. Die gegevens worden aangevuld met informatie over het voorschrijfgedrag, afkomstig van marktonderzoeksbedrijven en artsenbezoekers.